# Tereskei-ág
Apró patak a Cserhátban. Tereskétől nyugatra ered a 22-es út mentén, majd átfolyik a falu belterületén. A települést elhagyva felduzzasztott vize táplálja a Tereskei horgásztavat, majd a Lókos-patakba folyik.

## Part menti települések
- Tereske